# ساتوشي ساتو
ساتوشي ساتو (باليابانية: 佐藤 聡) (31 مارس 1979 في يونيزاوا في اليابان – )؛ هو لاعب كرة قدم ياباني سابق كان يلعب كلاعب وسط.

## وصلات خارجية
- ساتوشي ساتو على موقع رابطة كرة القدم اليابانية للمحترفين (اليابانية)